# Jiro Miyake
Jiro Miyake (三宅 二郎, Miyake Jiro) est un footballeur international japonais né au cours de l'année 1900, et décédé le 30 novembre 1984. Il évoluait au poste d'attaquant.

## Carrière
Jiro Miyake, joueur de l'équipe de football de l'université de Kansai, est sélectionné à deux reprises en équipe nationale japonaise. Il joue les 17 et 20 mai 1925, pour deux défaites aux Jeux de l'Extrême-Orient contre les Philippines (4-0) et la Chine (2-0).